# بوكي (تشيركاسكا)
بوكي (Буки) هي مدينة في مقاطعة تشيركاسكا في أوكرانيا.
يبلغ عدد سكانها حوالي 2106 نسمة.